# 圣费尔莫-德拉巴塔利亚
圣费尔莫-德拉巴塔利亚（義大利語：San Fermo della Battaglia），是意大利科莫省的一个市镇。总面积3.1平方公里，人口4421人，人口密度1426.1人/平方公里（2009年）。ISTAT代码为013206。
2017年1月1日，原卡瓦拉斯卡市镇合并至圣费尔莫-德拉巴塔利亚市镇。